# Przebieg zmienności funkcji
Badanie przebiegu zmienności funkcji – zadanie matematyczne polegające na wyznaczeniu pewnych własności danej wzorem funkcji rzeczywistej jednej zmiennej rzeczywistej, które można wywnioskować z niej samej oraz z jej pierwszej i drugiej pochodnej. Własności te pozwalają skonstruować jej przybliżony wykres. Schemat rozwiązywania można przestawić następująco:
1. Własności wynikające wprost ze wzoru funkcji:
  1. Dziedzina funkcji i punkty nieciągłości
  2. Punkty przecięcia z osiami:
    - z osią OX – miejsca zerowe
    - z osią OY – wartość w zerze.

  3. Własności szczególne, takie jak parzystość, nieparzystość, okresowość, ciągłość itp.
  4. Granice na końcach przedziałów określoności
2. Asymptoty
3. Własności wynikające z pierwszej pochodnej
  1. Obliczenie pochodnej i wyznaczenie jej dziedziny
  2. Przedziały monotoniczności
  3. Ekstrema lokalne funkcji
4. Własności wynikające z drugiej pochodnej
  1. Obliczenie drugiej pochodnej i wyznaczenie jej dziedziny
  2. Przedziały wypukłości i wklęsłości
  3. Punkty przegięcia
5. Zestawienie przebiegu zmienności funkcji w postaci tabelki na podstawie wiadomości uzyskanych z punktów 1-4 i określenie zbioru wartości funkcji
6. Szkic wykresu funkcji